# 張愛玲 (羽毛球運動員)
張愛玲（1957年—），上海人，中國女子羽毛球运动員，現居澳大利亞珀斯。第一位在全英公開賽奪冠並且成功衛冕的中國人（1982年、1983年），1978年世錦賽女單、女雙冠軍，1978年亞運會混雙金牌及1982年亞運會女單金牌得主，並在兩屆賽事皆獲女團金牌，她同時也是中國在1984年優霸盃第一次參賽即奪冠的隊伍成員之一。

## 生平
張愛玲就讀于上海市长乐路第三小学，從小喜歡所有男孩子愛玩的遊戲，擅长体育，1972年小學畢業時，上海市籃球隊和羽球隊都想找她加入，最後張愛玲選擇加入羽球集訓隊。張愛玲進入國家隊後，在教練陈福寿的指導下很快就成為隊中主力。1978年10月，張愛玲參加由世界羽毛球联合会（WBF）在泰國曼谷舉辦的第一屆世錦賽，她在女單決賽擊敗泰國選手奪下冠軍，而在女雙決賽也與搭檔李芳擊敗同樣來自中國的鄭惠民/丘玉芳，接著她又在年底舉行的亞洲運動會羽毛球比賽中獲得混合雙打（搭檔湯仙虎）和女子團體金牌。

### 世界運動會及全英賽稱霸
兩個分裂的世界羽球組織WBF和IBF在1981年合併後，中國選手終於得以參加重要的國際羽球賽事。1981年7月，第一屆世界運動會在美國加州聖塔克拉拉舉辦，張愛玲代表中國參加世界運動會羽球比賽女子單打及雙打項目。她在女子單打決賽擊敗當年的全英公開賽女單冠軍、南韓的黃善愛，在女子雙打決賽也與搭檔劉霞擊敗英國代表諾拉·佩里/珍·韋伯斯特，收穫兩面金牌。1982年，中國首度派出選手參加全英公開賽，張愛玲與隊友李玲蔚在決賽碰頭，最終由張愛玲以2比0（11-4、11-6）勝出，成為第一位獲得全英公開賽單打項目冠軍的中國人，而在年底她又收穫亞運會女單和女團金牌。隔年，張愛玲再度晉級決賽並擊敗隊友吴健秋，成功衛冕，也是第一位蟬聯全英賽冠軍的中國選手。

### 優霸盃奪冠及退役
隨著年歲增長，張愛玲逐漸被隊中後輩李玲蔚和韓愛萍趕上，李韓二人在1983年世界羽毛球錦標賽中分奪冠亞軍，張則以並列第三作收。1984年，中國隊第一次參加世界女子團體錦標賽優霸盃，張愛玲以第三單打身分出戰第五點比賽，最終中國以5比0擊敗英格蘭，首次捧盃。
1984年，張愛玲與另一名中國隊選手陈昌杰相戀，但是当时国家队不允许队内谈恋爱，而因此選擇退役，1985年與陈昌杰結婚。退役後，她曾在上海隊擔任3年教練，後來與陈昌杰一起前往馬來西亞國家隊執教，歷時10年。1999年，兩人搬家到澳大利亞珀斯定居。

## 主要成就
| 年份   | 賽事                 | 項目     | 拍檔   | 成績 |
| ------ | -------------------- | -------- | ------ | ---- |
| 1978年 | 世界羽毛球錦標賽     | 女子單打 | －     | 冠軍 |
| 1978年 | 世界羽毛球錦標賽     | 女子雙打 | 李芳   | 冠軍 |
| 1978年 | 亞洲運動會羽毛球比賽 | 女子團體 | －     | 金牌 |
| 1978年 | 亞洲運動會羽毛球比賽 | 混合雙打 | 湯仙虎 | 金牌 |
| 1979年 | 世界羽毛球錦標賽     | 女子雙打 | 劉霞   | 亞軍 |
| 1981年 | 世界運動會羽球比賽   | 女子單打 | －     | 金牌 |
| 1981年 | 世界運動會羽球比賽   | 女子雙打 | 劉霞   | 金牌 |
| 1982年 | 全英羽球公開錦標賽   | 女子單打 | －     | 冠軍 |
| 1982年 | 亞洲運動會羽毛球比賽 | 女子團體 | －     | 金牌 |
| 1982年 | 亞洲運動會羽毛球比賽 | 女子單打 | －     | 金牌 |
| 1983年 | 全英羽球公開錦標賽   | 女子單打 | －     | 冠軍 |
| 1983年 | 世界羽毛球錦標賽     | 女子單打 | －     | 季軍 |
| 1984年 | 優霸盃               | 女子團體 | －     | 冠軍 |